# Lumpensuppe

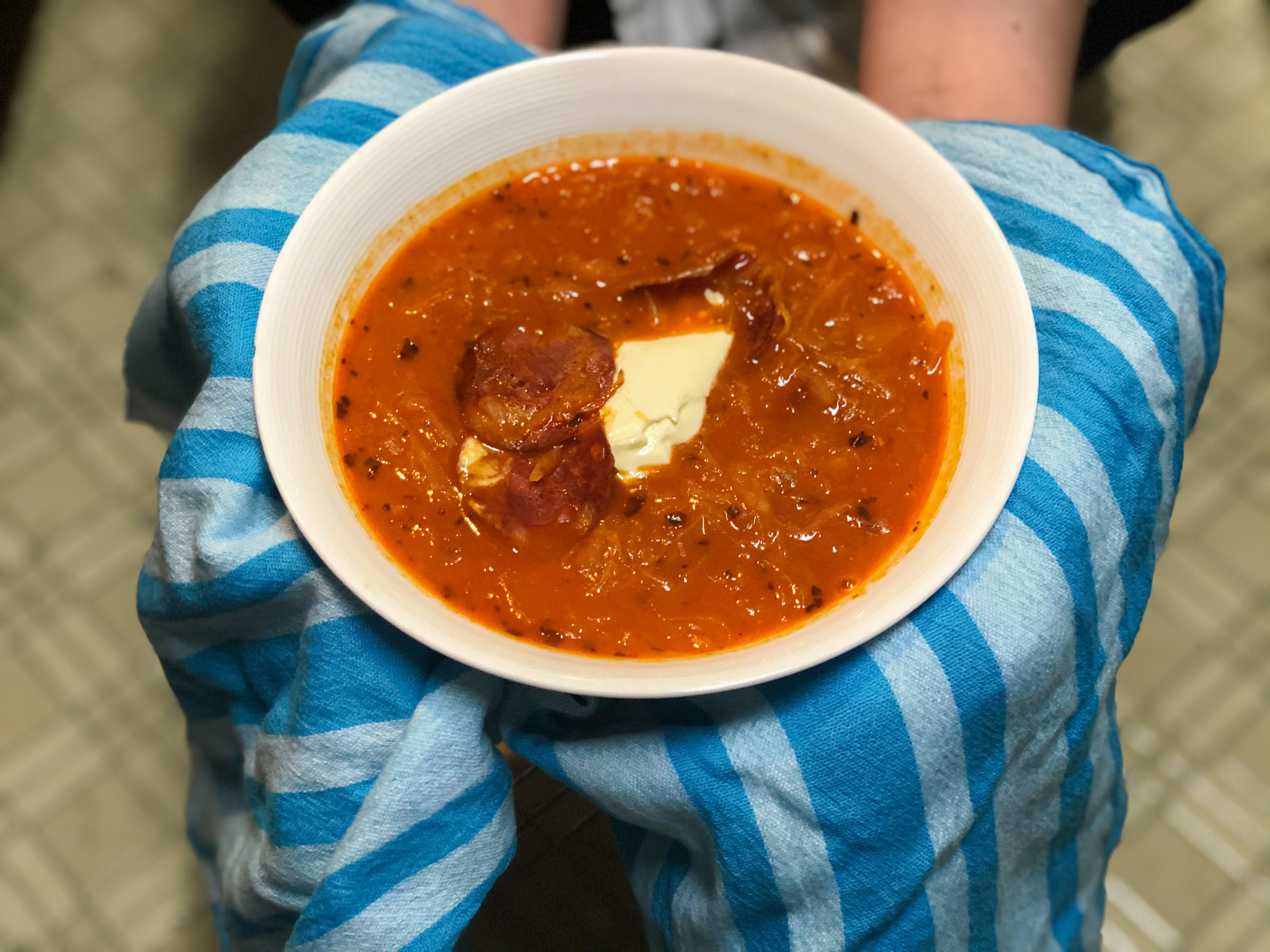
Korhelyleves

Lumpensuppe (Ungarisch: Korhelyleves) ist eine scharfe Suppe der ungarischen Küche. Sie wird mit Sauerkraut, wahlweise Wurst, geräuchertem Fleisch oder Speckwürfeln, saurer Sahne und Paprikapulver zubereitet. Lumpensuppe wird oft als Katerfrühstück serviert und galt schon im 19. Jahrhundert als Mittel gegen den Katzenjammer.
Korhely ist Ungarisch und bedeutet Lump oder Zechbruder, leves bedeutet Suppe. Der Begriff korhel bzw. korhely ist indirekt entlehnt worden vom deutschen Wort Chorherr (auch Korherr geschrieben), das im Deutschen eventuell bereits zur Zeit der Reformation eine etwas verächtliche Bedeutung hatte.
Eine schriftliche Erwähnung der Korhelyleves ist 1796 zu finden, und 1804 heißt es in dem lateinischen Werk Hungaria in Parabolis des Slowaken Anton Szirmay, dass speziell mit Kohlbrühe gekochte Würste Korhely leves genannt werden.